# Relações entre Israel e Rússia
As relações entre Israel e Rússia são as relações diplomáticas estabelecidas entre o Estado de Israel e a Federação Russa. A Rússia possui uma embaixada em Tel Aviv e um consulado em Haifa. Israel possui uma embaixada em Moscou e um consulado-geral em Yekaterinburg.
A Rússia é um membro do Quarteto do Oriente Médio. Por muitos anos, Israel foi um santuário para muitos judeus russos. Esse foi especialmente o caso durante a Aliyah nos anos 70 e a Aliyah nos anos 90. Israel e a Rússia estiveram em lados opostos durante a Guerra Fria. No entanto, a relação entre ambos os países começou a melhorar significativamente a partir do início dos anos 2000, com a eleição do mais pró-Israel, Vladimir Putin, e em 2001, com a eleição do mais pró-russo Ariel Sharon.